# ژیرایر آنانیان
ژیرایر هرایری آنانیان (تر-آنانیان) (ارمنی: Ժիրայր Հրայրի Անանյան (Տեր-Անանյան)؛ ۱۴ ژوئیهٔ ۱۹۳۴ – ۲۴ آوریل ۲۰۰۴) یک نمایش‌نامه‌نویس اهل ارمنستان بود. وی در سال ۱۹۵۸ از دانشگاه دولتی علوم پرورشی خاچاطور آبوویان ارمنستان فارغ‌التحصیل گشت.
وی پدیدآورنده نمایش کمدی «تاکسی، تاکسی» یکی از محبوب‌ترین آثار ارمنستان از دهه ۱۹۷۰ است. در طی یک دوره بیش از ۱۰۰ بار در تئاترهای شوروی به روی صحنه رفت.

## نگارخانه

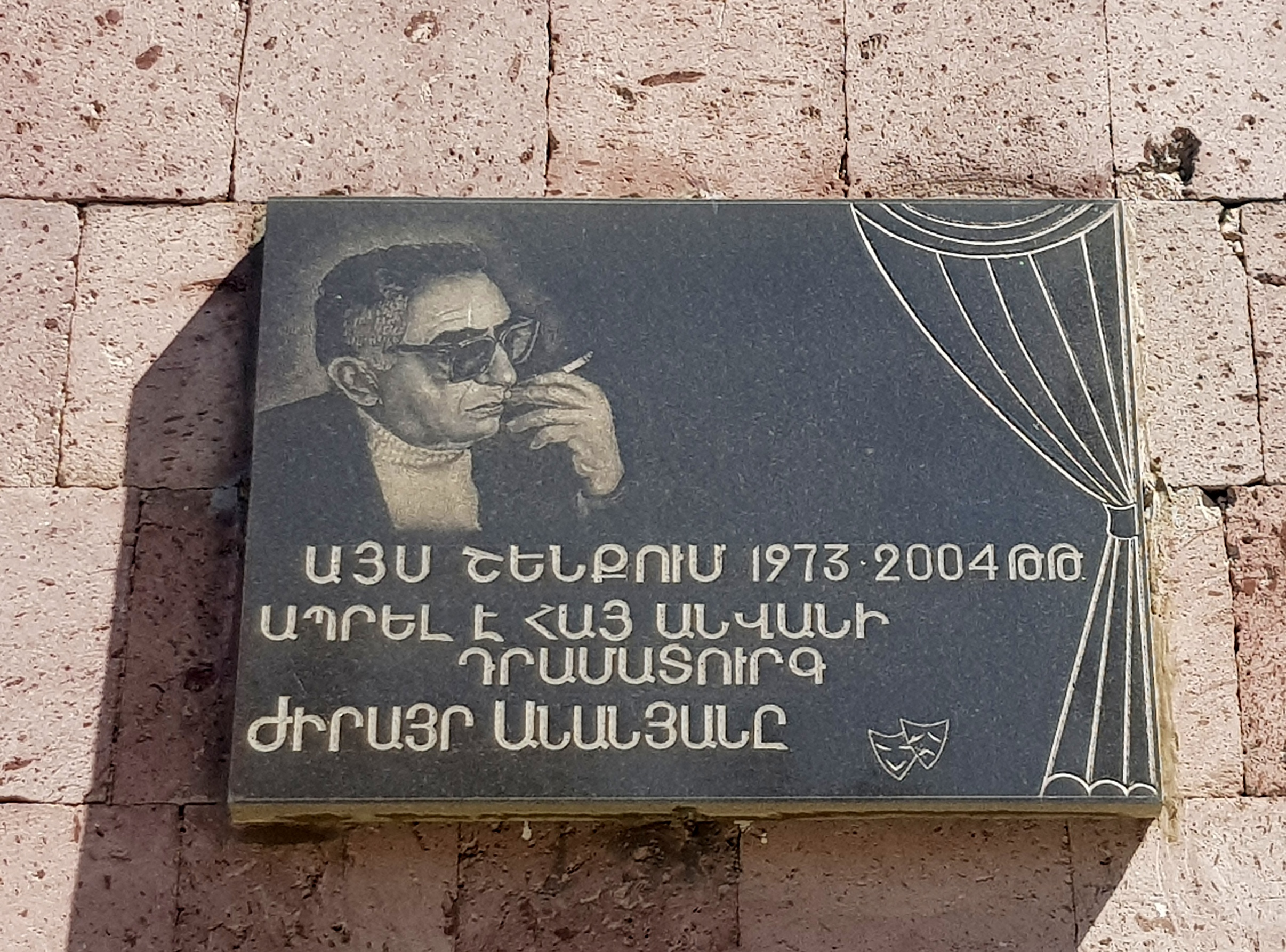

- پرونده:Ժիրայր Անանյան.jpeg